# Koichi Wajima
Koichi Wajima (輪島 功一, Wajima Kōichi) est un boxeur japonais né le 21 avril 1943 à Shibetsu.

## Carrière
Champion du Japon des super-légers entre 1969 et 1971, il devient champion du monde WBA & WBC de la catégorie le 31 octobre 1971 après sa victoire aux points contre l'italien Carmelo Bossi. Wajima conserve ses titres jusqu'au 4 juin 1974, date à laquelle il est mis KO au 15e round par Oscar Albarado. Il remporte néanmoins le combat revanche organisé le 21 janvier 1975. La WBC décide de destituer le boxeur japonais en avril 1975 mais il conserve la ceinture WBA jusqu'au 7 juin 1975. Battu par Jae-Do Yuh, il prend à nouveau sa revanche le 17 février 1976 avant de perdre définitivement ce titre le 18 mai 1976 aux dépens de Jose Manuel Duran.